# Perito Moreno (Stadt)
Die Stadt Perito Moreno (auch bekannt als: Lago Buenos Aires) ist die Hauptstadt des Departamento Lago Buenos Aires. Sie liegt an der Nordwestgrenze der Provinz Santa Cruz im argentinischen Teil Patagoniens. In der Nähe des Ortes entspringt der Río Fénix, der in den Río Deseado mündet. Als Kreuzungspunkt der Ruta Nacional 40 und der Ruta Provincial 43 ist diese das regionale Zentrum.

## Wirtschaft
Das milde Mikroklima, hervorgerufen durch die Nähe des Lago Buenos Aires, begünstigt die örtliche Landwirtschaft. Neben der traditionellen Viehwirtschaft gedeihen hier Früchte und Gemüse.
Das malerische Erscheinungsbild des Ortes zusammen mit den nahegelegenen Attraktionen sorgt für einen kontinuierlichen Aufschwung des Tourismus. Von besonderem Interesse sind die Bergkette der Anden, die Tierwelt des Parque Laguna und die Cueva de las Manos mit ihren Höhlenmalereien.
Senioren wählen den Ort zunehmend als Altersruhesitz.
Insgesamt zählt die Stadt 4000 Einwohner (2005).